# Église de Bückeburg

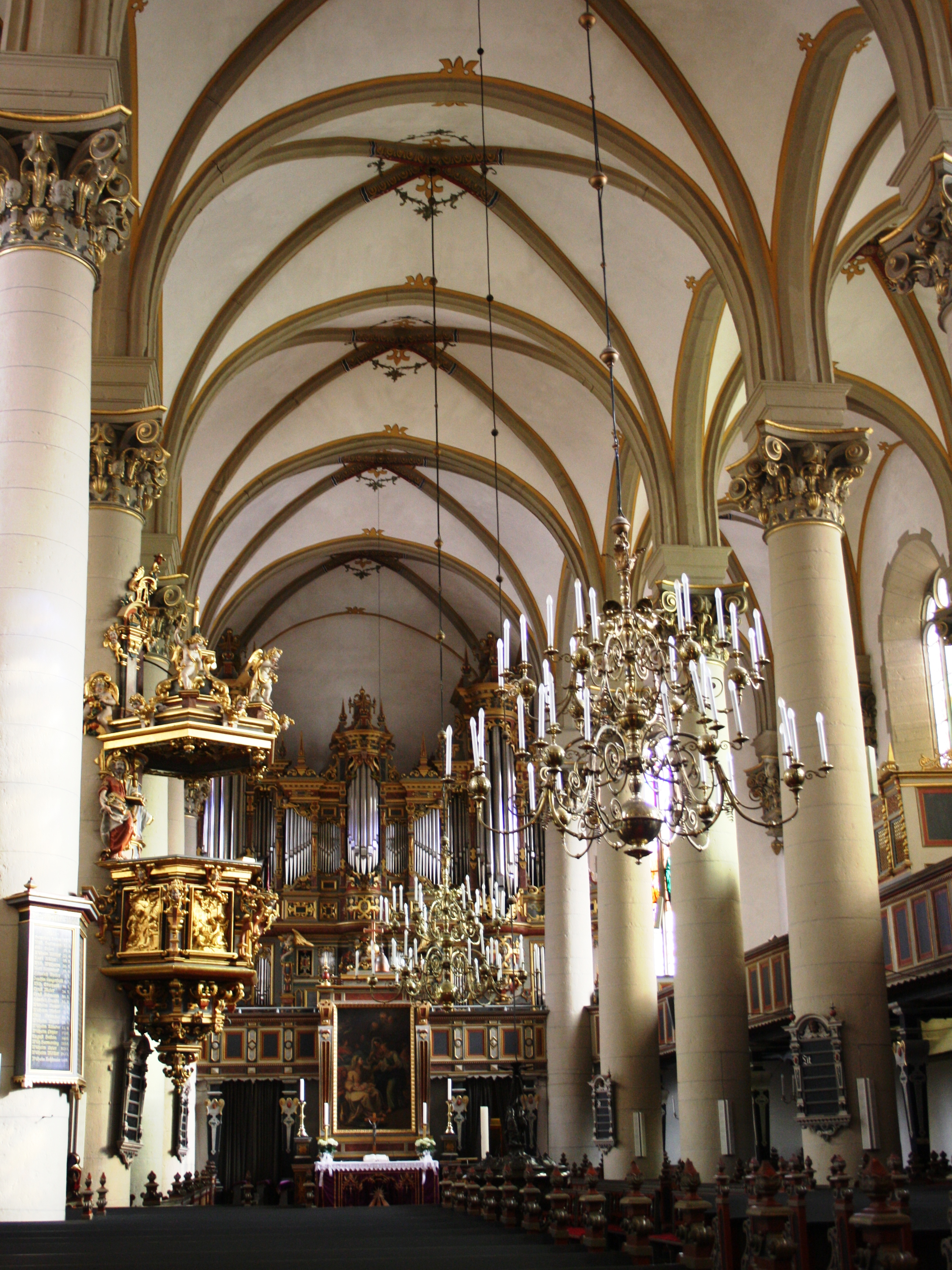
Vue de l’intérieur de la nef, avec l’autel et la tribune de l’orgue.

L'église de Bückeburg ou église de la ville de Bückeburg (Bückeburger Stadtkirche) est la plus grande église de la ville de Bückeburg, en Basse-Saxe, construite pour être à la fois l’église de la ville et de la résidence princière de Schaumbourg-Lippe. Cette église est l’église paroissiale de la ville et le siège épiscopal d’un évêque luthérien, qui est à la tête de l’Église protestante luthérienne du Pays de Schaumbourg-Lippe. C’est l’un des édifices les plus importants des débuts du protestantisme en Allemagne du nord.

## Historique
Le comte Ernest de Schaumbourg décida au début du XVIIe siècle de déplacer sa résidence de son château de Stadthagen à son château de Bückeburg. Dans ce cadre il demanda en 1608 à l’architecte italien Giovanni Maria Nosseni de diriger l’édification d’une nouvelle église pour la résidence comtale et pour la ville, située dans la perspective de l’axe principal est-ouest de la ville, la Lange Straße (« rue longue »). Commencée en 1611, la construction est terminée en 1615, sans toutefois que puisse être édifié le clocher monumental prévu en raison d’un sous-sol trop sablonneux et peu stable. L’église restera donc dénuée ce cette ambitieuse construction et les pierres commandées pour le clocher seront réaffectées à la construction d’une école (qui est devenue la bibliothèque municipale aujourd’hui).

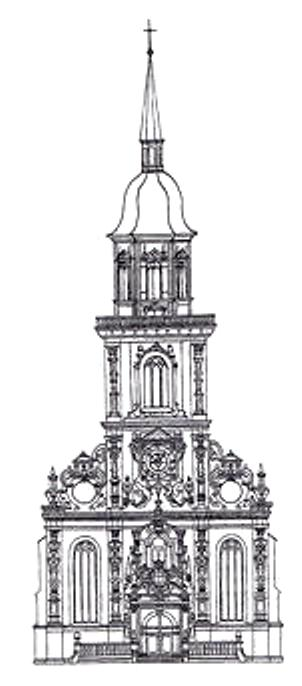
Projet initial de l‘église de Bückeburg avec son clocher.

Les sculpteurs Jonas Wolf et Hans Wolf sont appointés pour décorer l‘église et ils y travaillent sans interruption de 1611 à 1615.
Le comte Ernest de Schaumbourg voulait faire de son église un lieu spirituel exemplaire. Il fit donc graver sur la façade : EXEMPLUM RELIGIONIS NON STRUCTURAE (« Exemple de piété, non d’architecture »). Cette inscription se lit aussi "ERNST", formant un acrostiche de son prénom.
Johann Gottfried Herder fut le plus célèbre des prédicateurs dans la Stadtkirche de Bückeburg, où il avait été appelé par le comte Frédéric-Guillaume de Schaumbourg-Lippe. Il y resta de 1771 à 1776 et y fut président du consistoire de l‘Église protestante luthérienne de Schaumbourg-Lippe. Un monument à sa mémoire fut inauguré en 1908 à côté de l’église. 

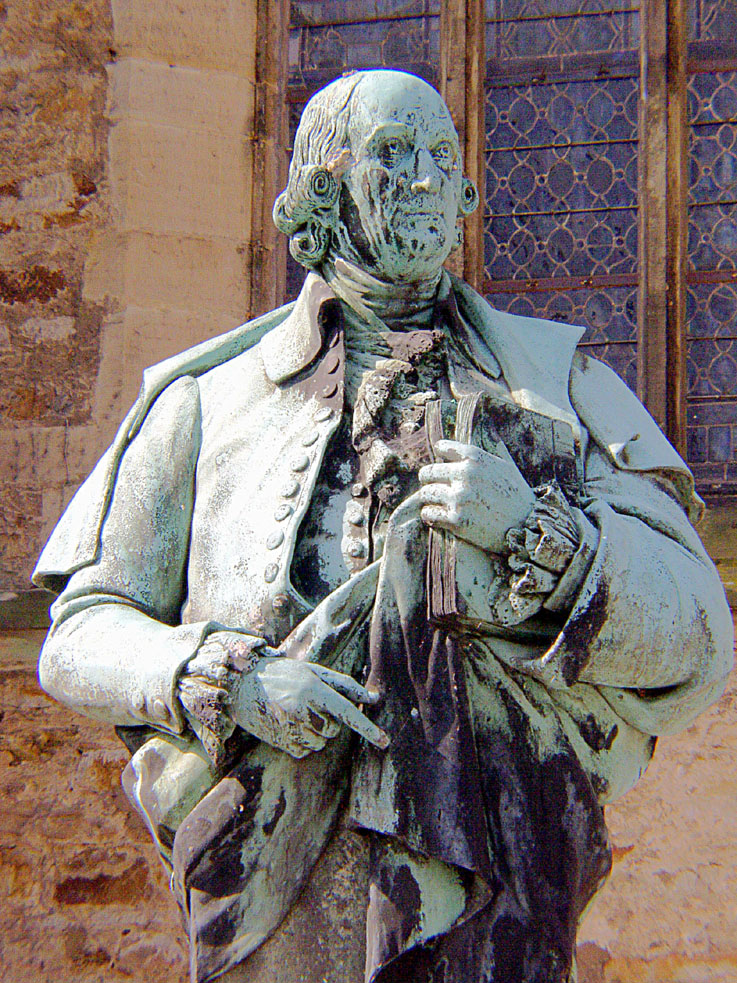
Monument à la gloire de Herder.

De 1750 à sa mort en 1795 Johann Christoph Friedrich Bach (un fils de Jean-Sébastien Bach) fut à la fois musicien de la cour et Kapellmeister  de la cour, et de ce fait, responsable pour l’exécution de la musique dans l’église de la ville et de la résidence princière.
En 1962, l’autel et l’orgue historique furent détruits par un incendie. La restauration put être réalisée en s’appuyant sur une documentation comprenant les parties imbrûlées des décombres, des photos détaillées de l’église et des comparaisons avec des œuvres de la même époque et de même facture, par exemple dans la chapelle du château de Bückeburg.

## Architecture
L'édifice est de style « Renaissance de la Weser », dont il est l’un des plus beaux spécimens dans le domaine religieux, bien que les voûtes d'ogives et les fenêtres soient de style gothique tardif. Les chapiteaux sont quasi corinthiens. La façade de style italien est richement décorée dans le style maniériste.
L'église comporte trois nefs et est un édifice-salle octogonal orienté vers le sud-est. L'extrémité polygonale derrière l'autel et l'orgue (qui se trouve derrière l'autel), sert de sacristie. Cette organisation du plan de l’église, comparable à celle de l’église Saint-Martin de Stadthagen (de), est caractéristique du gothique tardif dans la région de la Weser.
La zone plane et polygonale qui se trouve dans l’abside derrière l’autel et l’orgue est utilisée comme sacristie.
L'église est le type même de l’architecture religieuse baroque de la Weser, qui a également cherché un ancrage dans l'architecture gothique, comme c’est le cas à l’Abbaye de Corvey.

## Mobilier

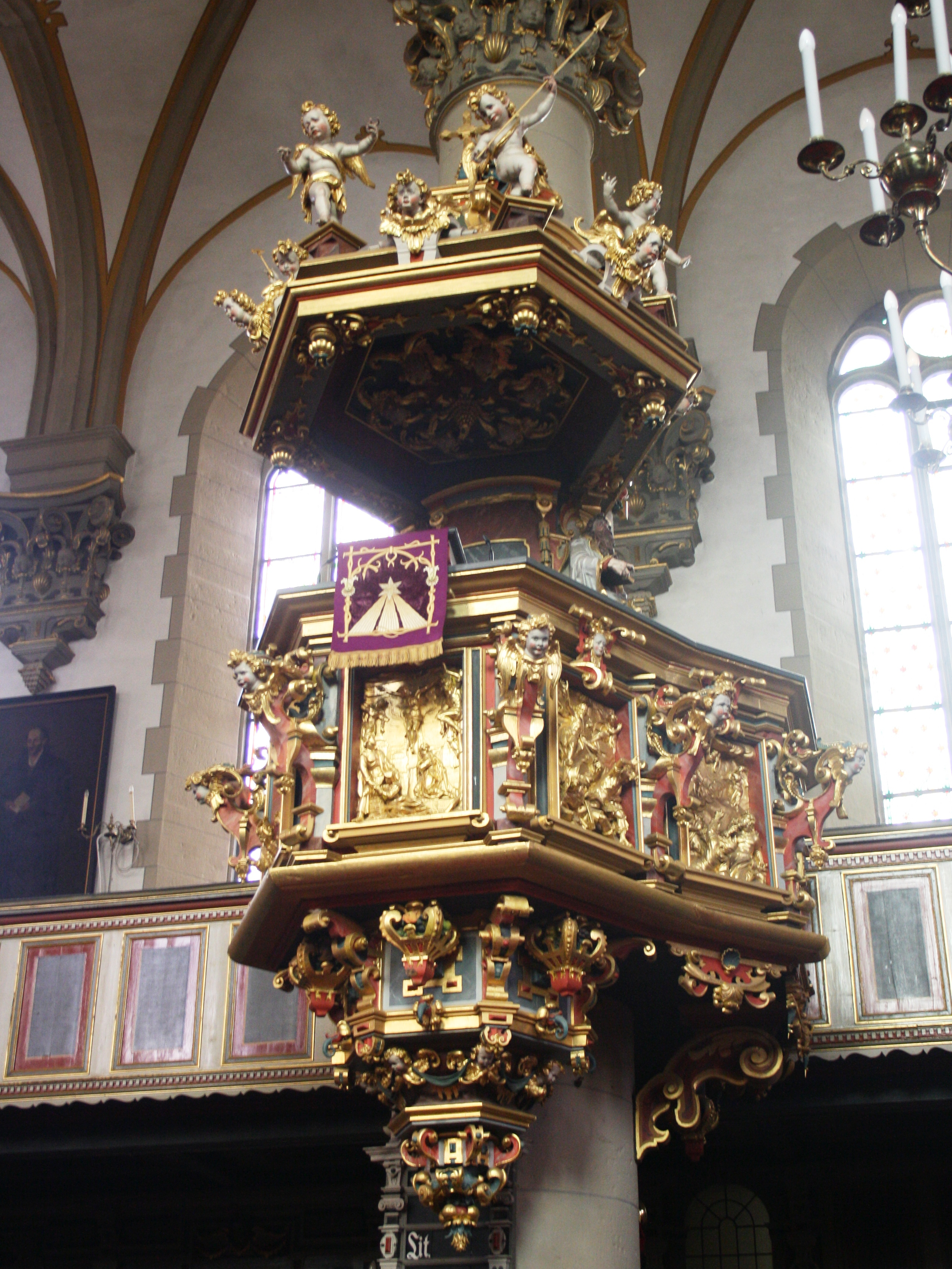
Chaire de l’église de Bückeburg.

La chaire de l’église de Bückeburg est particulièrement remarquable. Elle est due au sculpteur Hans Wolf, de Hildesheim, qui a aussi travaillé sur la façade. Les sculptures en haut-relief sur la cuve représentent les principaux événements de la vie du Christ : à gauche, une annonciation et une nativité, au centre, une crucifixion, et, à droite, une résurrection et une ascension. De part et d’autre de la chaire, deux statues de belle taille représentent soit les apôtres Pierre et Paul, soit Moïse et Paul ("la loi et la grâce"). Les angelots sur l'abat-voix exhibent les instruments de la passion du Christ.
Le tableau d'autel représentant la naissance de la Vierge Marie était la copie d'une œuvre italienne de Carlo Maratta (1625-1713) datant de 1683 environ et initialement destinée à l'église romaine de Santa Maria dell'Amina. Les commanditaires n’ayant finalement pas pu ou pas voulu en acquitter le prix, le comte Frédéric-Christian de Schaumbourg-Lippe s’en porte acquéreur et rapporte le tableau au château de Bückeburg. Une copie est en commandée pour l'église de Bückeburg. Au milieu du XIXe siècle, le tableau est remplacé par un décor plus luthérien, à savoir un crucifix. Toutefois, après l'incendie de 1962, le tableau de la Vierge a été replacé à son emplacement original.

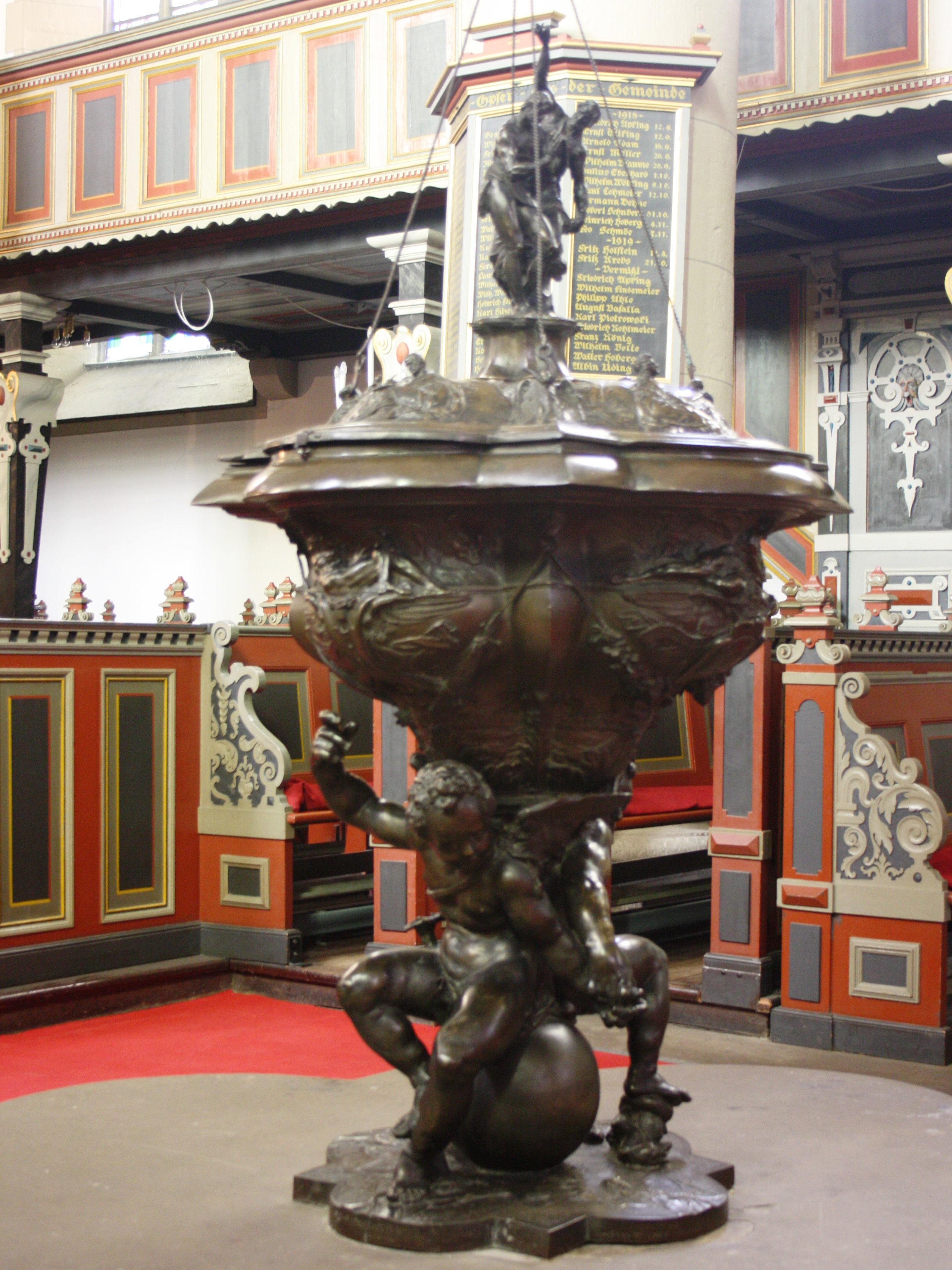
Fonts baptismaux d’Adrien de Vries (1615).

Les fonts baptismaux très richement décorés sont dus au sculpteur néerlandais installé à Prague Adrien de Vries (1556-1626), sculpteur sur bronze extrêmement important à son époque à qui l’on doit également le mausolée princier de Stadthagen, commandé par le prince Ernest. Ces fonts baptismaux de 1615 sont une œuvre majeure dont les ornements sont les suivants :
- Plaque de base: reliefs de quatre vertus[4] : foi, espérance, amour et constance ;
- Pilier: globe terrestre, assis sur lui deux anges enfantins, sur les ailes desquels repose le bassin; un des anges donne un coup de pied à un serpent[5] ;
- Côtés du bassin : les quatre rivières du Jardin d'Eden représentées comme des Dieux des rivières[6] ;
- Couvercle: les quatre évangélistes avec leurs attributs symboliques habituels ;
- Couronnement: Baptême de Jésus par Jean-Baptiste ;
- Dans les cordages: la colombe du Saint-Esprit.

Enfin les stalles originales du chœur ainsi que la tribune du prince ("la boîte dorée") au-dessus de l'entrée principale sont également des éléments mobiliers remarquables.

## Orgue

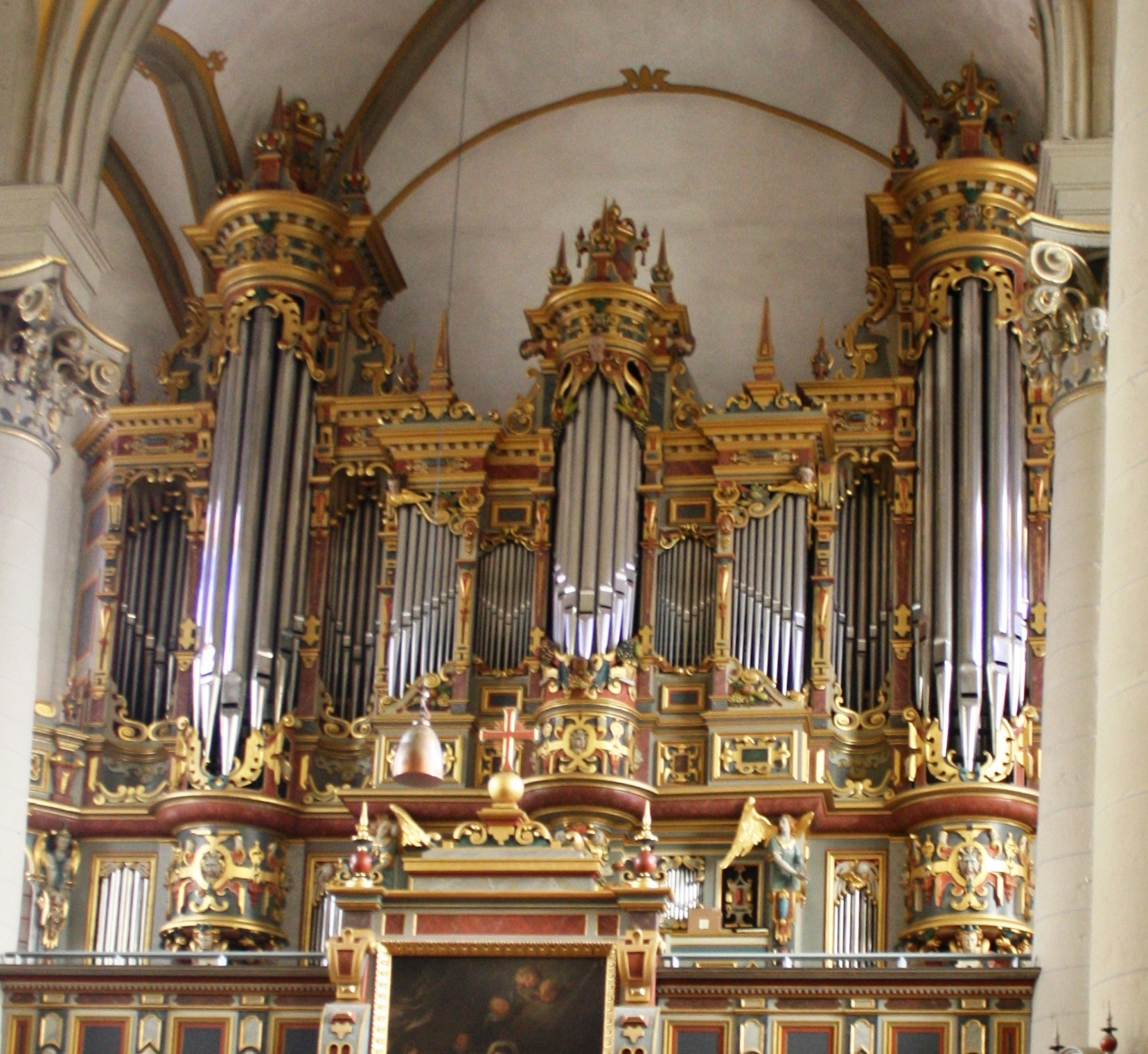
Buffet de l'orgue.

L’ orgue originel a été installé en 1617 par le facteur de Wolfenbüttel Esaias Compenius l’ancien. En raison de nombreuses rénovations et modifications au fil du temps, seul le buffet d’époque avait été conservé lorsqu’en 1962, l’incendie de l’église l’a presque entièrement détruit. En 1965, le buffet a été reconstruit selon des plans historiques et un nouvel orgue a été installé par Emil Hammer, de Hanovre, en utilisant des pièces d'origine conservées et conformément à la disposition traditionnelle de Michael Praetorius de 1619. Cependant, certains défauts étant apparus d'une part, et de nouvelles connaissances sur l'organe originel de Compenius ayant été découvertes d'autre part, la décision a été prise de reconstruire complètement un orgue conforme aux orgues baroques mécaniques du nord et du centre de l'Allemagne au XVIIe siècle. Un orgue entièrement nouveau a donc été construit en 1993-1997 par le maître d'orgue Rudolf Janke de Göttingen, en réutilisant néanmoins certains registres de l'orgue de 1965. L’orgue actuel compte 47 registres, trois claviers et un pédalier.

## Cloches
L'église de Bückeburg possède 4 cloches. Dans le pignon ouvert se trouve une cloche historiqueen bronze, qui sonne les heures. Derrière ce pignon, le beffroi comporte trois cloches d'acier fondues par l’Union de fonderie de Bochum (Bochumer Verein für Gusstahlfabrikation).